# Jeff Martin (batterista)
Jeff Martin (Los Angeles, 9 novembre 1957) è un cantante e batterista statunitense noto soprattutto per aver militato nella band heavy metal Racer X.

## Biografia
Nato a Los Angeles nel 1957, Ha cantato per Surgical Steel e Leatherwolf. Ha anche suonato la batteria per Paul Gilbert, George Linch e Dokken.
Nel 2006 ha pubblicato un album solista intitolato The Fool in collaborazione con Paul Gilbert e Michael Schenker.

## Discografia

### Surgical Steel
- 1982 - Demo '82
- 1984 - Surgical Steel

### Racer X
Album in studio
- 1986 - Street Lethal
- 1987 - Second Heat
- 1999 - Technical Difficulties
- 2000 - Superheroes
- 2002 - Getting Heavier

Live
- 1988 - Extreme Volume Live
- 1992 - Extreme Volume II Live
- 2001 - Snowball of Doom
- 2002 - Live at the Yokohama: Snowball of Doom 2

### Badlands
- 1991 - Voodoo Highway
- 1998 - Dusk

### Blindside Blues Band
- 1993 - Blindside Blues Band
- 1994 - Blindsided
- 1995 - Messenger Of The Blues

### Red Sea
- 1994 - Blood

### Paul Gilbert
- 1998 - King of Clubs
- 1999 - Beehive Live
- 2000 - Alligator Farm
- 2002 - Raw Blues Power

### Da solista
- 2006 - The Fool

### Partecipazioni
- 2003 - The Plot - Pete Way/Michael Schenker
- 2005 - Pat Travers - P.T. Power Trio 2